# It Hurts
Az It Hurts (magyarul: Fáj) című dal volt a 2004-es Eurovíziós Dalfesztiválon Svédországot képviselő dal, melyet Lena Philipsson adott elő angol nyelven.
A dal a 2004. március 20-án rendezett svéd nemzeti döntőn nyerte el az indulás jogát, ahol svéd nyelven, Det gör ont címmel adták elő.
A dal gyors tempójú, melynek szövegében az énekes egy szerelmi csalódás fájdalmáról beszél.
Mivel Svédország az előző évben az ötödik helyen végzett, nem kellett részt venniük az elődöntőben. A május 15-én rendezett döntőben a fellépési sorrendben huszonnegyedikként, utolsóként adták elő, a román Sanda Ladoşi I Admit című dala után. A szavazás során százhetven pontot szerzett, mely Ciprussal holtversenyben az ötödik helyet érte a huszonnégy fős mezőnyben.
A dal svéd nyelvű változata hét héten át vezette a svéd slágerlistát.
A következő svéd induló Martin Stenmarck Las Vegas című dala volt a 2005-ös Eurovíziós Dalfesztiválon.